# 이시우 (모델)
이시우는 대한민국의 모델이다.

## 방송
- 섹션TV 연예통신
- 채널동아 매거진S 섬머스페셜 (2009)
- 신입사원 (2011) - Top7
- 나인: 아홉 번의 시간여행 (2013)
- GTV 이파니의 리얼센스 쉿 (2014)
- 스크린골프존 골프는 비싸지 않다 (2019)
- 스크린골프존 IN ＆ OUT GOLF (2020)

## 경력
- 패션쇼 아르마니, 제냐, 샤넬, 페라가모, 에르메스, DKNY 모델
- SFAA 서울컬렉션 장광효, 진태옥, 송지오, 박항치, 정욱준, 한승수 모델
- SFAA 서울컬렉션 김규식, 김형철, 서은길, 박혜린, 이상봉 모델
- 잡지 GQ, 에스콰이어, 아레나, 모터트렌드 모델

## CF
- 한국경제
- LG텔레콤 - Top요금제
- 삼양식품 삼양라면
- SK텔레콤 - 그녀들의 티타임 요금편
- 00700
- MBC DMB Drive
- KT네스팟
- 롯데칠성 투인러브
- KFC - 핫크리스피치킨
- 현대해상 하이카
- 피자헛 - 나도 모르게 헛
- KTF - 지하철 에티켓편
- SK 네비게이션